# Kapelle Viehöven

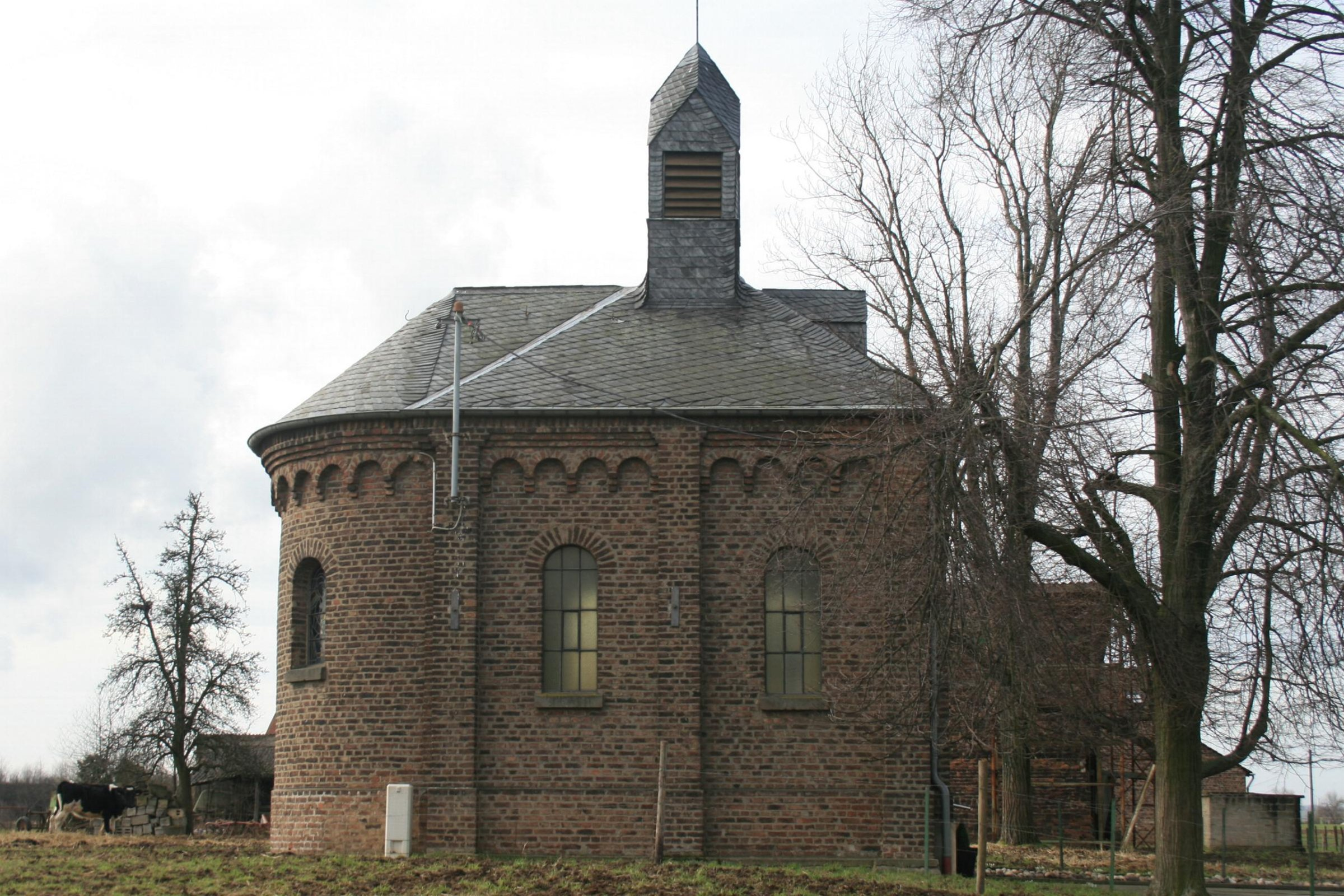
Die Kapelle

Die katholische Kapelle St. Mariae Regine Pacis ist ein kleiner Sakralbau im Weiler Viehöven der Gemeinde Inden im Kreis Düren in Nordrhein-Westfalen. Sie gehört zur Pfarre St. Barbara Schophoven.
Am 9. August 1874 wurde der Grundstein zur Kapelle gelegt. Die finanziellen Mittel wurden durch eine Schenkung aufgebracht, die Pläne zur Kapelle entwarf Architekt August Carl Lange. Da die Schenkung aber höher war als die Baukosten, musste die landesherrliche Genehmigung eingeholt werden, die dann auch von Kaiser Wilhelm I. erteilt wurde. Die Kapelle wurde der Mutter Gottes als Königin des Friedens gewidmet.
Im Ersten Weltkrieg gab es keine Schäden am Bauwerk. Anders war es im Zweiten Weltkrieg, wo erhebliche Schäden zu verzeichnen waren, weil die amerikanischen Truppen hier einen Rurübergang geschaffen hatten. Erst 1974 wurde die Kapelle von Privatleuten in Eigeninitiative renoviert.
Die Kapelle wurde am 5. März 1986 unter Nr. 38 in die Liste der Baudenkmäler in Inden (Rheinland) eingetragen.

## Denkmalbeschreibung
Kleine Backsteinkapelle auf nahezu quadratischem Grundriss mit rundbogigem Portal an der Frontseite; halbrunder Abschluss; an den übrigen Seiten jeweils zwei Fensterachsen; unter dem Traufgesims Blendbogenfries; Walmdach mit verschiefertem, vierseitigem Dachreiter, davor eine Dachgaube.